# Ведьмак 2: Убийцы королей
Ведьма́к 2: Убийцы королей (пол. Wiedźmin 2: Zabójcy królów, англ. The Witcher 2: Assassins of Kings) — компьютерная ролевая игра, разработанная польской компанией CD Projekt RED по мотивам серии романов «Ведьмак» известного польского писателя Анджея Сапковского, продолжение (сиквел) компьютерной игры «Ведьмак» 2007 года выпуска. Игра вышла 16 мая 2011 года — в России, 17 мая — в Европе и США и 17 апреля 2012 года на Xbox 360. В мае 2015 года состоялся релиз третьей части серии — «Ведьмак 3: Дикая Охота».

## Игровой мир

### Сюжет
Действия игры «Ведьмак 2: Убийцы королей» начинаются вскоре после событий игры «Ведьмак» и также проходят в мире книг Анджея Сапковского. Главный герой по-прежнему ведьмак Геральт из Ривии. По словам Анджея Сапковского, он не принимал участия в разработке сюжета игры и даже не знал о её создании.
По сюжету главному герою предстоит много путешествовать, а в игровом сюжете замешана мощная магия. Разработчики обеспечили высокий уровень реиграбельности, и к середине игры возможные варианты развития сюжета могут очень отличаться один от другого.
Конец сюжета пролога заканчивался покушением на короля Фольтеста. Геральт не смог предотвратить покушение и упустил таинственного убийцу, который имел «ведьмачьи» глаза. В «The Witcher 2: Assassins of Kings» Геральта обвинили в убийстве Фольтеста и ему предстоит отправиться расследовать данное преступление и восстановить свою репутацию.

### Пролог
В начале игры Геральт находится в тюрьме по подозрению в убийстве Фольтеста, короля Темерии. Глава темерской службы разведки Вернон Роше допрашивает ведьмака и узнает от него историю, приведшую Геральта, одного из приближённых Фольтеста, к аресту. До и во время событий «Ведьмака» у Фольтеста были тайные отношения с баронессой по имени Мария-Луиза Ла Валетт, в результате которых родились двое детей: Анаис и Бусси. Через некоторое время после того, как Геральт спас Фольтеста от ведьмака-убийцы (в конце первой части игры), Фольтест попытался забрать своих детей к себе в Вызиму. Мария не захотела отдавать детей и Фольтест развязал войну, чтобы забрать их силой. Геральту удалось провести Фольтеста к его детям, но неизвестный нападающий убивает Фольтеста и исчезает, оставив Геральта единственным подозреваемым. После допроса Роше решает, что Геральт невиновен и помогает ему сбежать из тюрьмы. Геральт с Роше и чародейкой Трисс Меригольд отправляется на поиски убийцы королей.

### Глава I
Геральт с друзьями прибывает в торговый город Флотзам и попадает в засаду Иорвета, мятежного эльфа. Он считает, что ведьмак убил короля Демавенда из соседней страны Аэдирн и находится в союзе с повстанцами. Геральт спасает своих старых друзей — барда Лютика и краснолюда Золтана Хивая — от повешения на городской площади. С помощью чародейки Шеалы де Тансервилль Геральт убивает Кайрана, гигантского монстра, блокирующего торговые пути города. Геральт узнает, что Лоредо, темерский комендант города, намеревается сдать Флотзам королю Хенсельту из Каэдвена. Он также узнает, что убийца королей, ведьмак, известный как Лето из Гулеты, намеревается предать Иорвета, и сообщает эльфу о предательстве. Когда Геральт и Иорвет противостоят Лето, появляется Вернон Роше с вооруженными силами. Игрок выбирает сюжетную линию повествования Иорвета или Роше, тем самым определяя сюжет второй главы. Независимо от выбора Лето похищает Трисс и заставляет её телепортировать их обоих в Аэдирн.

### Глава II (Иорвет)
Если Геральт поможет Иорвету, то они вдвоем отправятся в верхний Аэдирн. Там они поддерживают восстание против короля Хенсельта из соседнего Каэдвена и помогают силам повстанцев. Геральт выполняет три миссии: создание противоядия для лидера повстанцев Саскии, определение местонахождения Трисс (захваченной шпионами из империи Нильфгаард и доставленной в Лок Муинне) и снятие боевого проклятия, которое мешает повстанцам защищать Верген, базу операций повстанцев. Повстанцы побеждают армию короля Хенсельта и он вынужден признать условия Саскии. Геральт обнаруживает, что Саския — дракон, принимающий человеческий облик, но её разум контролирует её советница, чародейка Филиппа Эйльхарт. Когда Филиппа телепортирует Саскию и себя в Лок Муинне, Геральт и Иорвет следуют за ними.

### Глава II (Роше)
Если Геральт помогает Роше, то тот приказывает ведьмаку убить Лоредо за измену, после чего они плывут в Верхний Аэдирн. Там они также оказываются втянутыми в восстание против короля Хенсельта, но при этом помогают королю, а не сражаются против него. Геральт расскрывает мятеж в каэдвенской армии: лоялисты убеждены, что Хенсельт вступил в союз с империей Нильфгаард. Геральт выполняет три миссии: определение местонахождения Трисс (захваченной дипломатической делегацией Нильфгаарда и доставленной в Лок Муинне), снятие проклятия с короля Хенсельта и снятие проклятия поля битвы, которое не позволяет королю идти на город Верген. Геральт защищает Хенсельта от двух ведьмаков-убийц, помогает Детмольду, магу и королевскому советнику короля Хенсельта, в ритуале некромантии и обнаруживает, что они в союзе с Шеалой де Тансервилль, которая уже сбежала в Лок Муинне с коллегой-чародейкой Филиппой Эйльхарт и лидером повстанцев Саскией, разум которой находится под контролем Филиппы. Выясняется, что Роше замышлял заговор против Каэдвена и Хенсельт в отместку казнит большинство людей Роше. Когда Хенсельт нападает на Верген, Геральт побеждает личную охрану Хенсельта и либо позволяет Роше убить Хенсельта в отместку (что приведет к гражданской войне в Каэдвене), либо убеждает его пощадить короля. Затем Геральт и Роше отправляются в Лок Муинне по следу Трисс и Филиппы.

### Глава III
Геральт прибывает в Лок Муинне либо с Иорветом, либо с Роше, в зависимости от того, кому он помогал ранее. Маги созвали заседание, чтобы создать новый магический правящий орган, известный как Ложа, и все королевские лидеры находятся в Лок Муинне. Филиппа Эйльхарт и Шеала де Тансервилль намереваются использовать заседание, чтобы установить свою собственную власть, используя подконтрольную им Саскию в качестве меры воздействия.
Если Геральт прибудет с Иорветом, он должен будет выбрать между спасением Трисс или спасением Филиппы, которая является единственным человеком, которая способна снять заклинание с Саскии, но была схвачена и ослеплена королем Редании. Если Геральт прибудет с Роше, то ему придется выбирать между спасением Трисс и спасением похищенной принцессы Анаис из Темерии. В зависимости от выбора встреча королевских магов прерывается, когда прибывают нильфгаардские силы во главе с Лето, который раскрывает весь заговор чародеек, или если Трисс удалось спастись, независимо от того, кому помогал Геральт; она раскрывает заговор. Встречу снова прерывает Саския в форме дракона, разум которой все ещё находится под контролем Филиппы. Геральт преследует Шеалу, которая пытается использовать свой мегаскоп (магический телепорт), чтобы сбежать. Однако Лето испортил мегаскоп, в котором Шеала застревает. Геральт может либо спасти Шеалу, либо ничего не делать и в этом случае её разрывает на куски. Наконец, Геральт сражается с Саскией, после чего может убить её, оставить в живых или (если он спас Филиппу ранее) разрушить чары над разумом Саскии.

### Эпилог
Если Трисс удалось спасти, Ложа восстанавливается и маги работают над тем, чтобы запечатать Лок Муинне. Если Трисс не удалось спасти, то в Лок Муинне и во всех Северных Королевствах произойдет кровавый погром магов. Геральт наконец встретился с Лето, который раскрывает нильфгаардский заговор с целью дестабилизировать Северные Королевства. Услышав рассказ Лето, Геральт может либо отпустить его, либо сразиться с ним на смерть. Затем Геральт воссоединяется с Трисс и Иорветом или Роше, в зависимости от выбора, и отправляется на юг в попытках Геральта восстановить утраченные воспоминания из своей прошлой жизни, узнать больше о своей возлюбленной Йеннифэр и мифической Дикой Охоте. В сцене после титров крестьянин, собирающий дрова, становится свидетелем вторжения армии Нильфгаарда, предвещающей события «Ведьмак 3: Дикая Охота» .

## Геймплей
В игре доработан и существенно изменён геймплей по сравнению с предыдущей частью. Одним из нововведений стала возможность преодолевать небольшие препятствия в виде заборов и некоторых строений.
Боевая система игры переработана. Сражения похожи на слешеры. Комбо осталось, однако внедрена система Quick Time Events (QTE).
Как и в первой части, в игре есть боссы (огромные чудовища или сильные люди, иногда ведьмаки).
Среднее прохождение игры занимает более 40 часов.

## Игровой движок
В игре «The Witcher 2: Assassins of Kings» используется полностью новый мультиплатформенный игровой движок под названием «RED Engine», разработанный силами CD Projekt RED специально для игры. В качестве физического движка используется Havok разработки одноимённой компании.
По словам разработчиков, «RED Engine» фокусируется не только на графике и физике, но и на построении нелинейной системы квестов.
Графический движок поддерживает динамические тени, normal mapping и parallax mapping. По сравнению с первой частью игры улучшена детализация текстур, а также более реалистичными стали смена времени суток и погодные явления.

## История создания
Разработка игры «Ведьмак 2: Убийцы королей» началась в 2007 году командой CD Projekt RED, сразу же после того, как была доработана игра «Ведьмак».
Первые упоминания о неанонсированных проектах компании CD Projekt появлялись 9 ноября 2008 года, когда польский игровой портал gram.pl сумел узнать у Михала Кичиньского (пол. Michał Kiciński) некоторую информацию о разрабатываемых играх. Согласно той информации, CD Projekt разрабатывала параллельно 4 игры: 2 игры разрабатывала непосредственно CD Projekt RED, третья игра разрабатывалась с тогда ещё неизвестной французской студией при поддержке CD Projekt RED, а четвёртая игра — шутер «They», разрабатывалась компанией Metropolis Software.
Новая информация о «The Witcher 2: Assassins of Kings» появилась 28 и 29 апреля 2009 года, во время процесса, связанного с отменой «The Witcher: Rise of the White Wolf», ремейком оригинального «Ведьмака» под игровые консоли. Стало известно, что одной из двух игр, которые непосредственно и самостоятельно разрабатывала CD Projekt RED, являлся именно «The Witcher 2: Assassins of Kings», а третьей игрой, которую CD Projekt RED разрабатывала совместно с уже известным французским разработчиком WideScreen Games, собственно являлась «The Witcher: Rise of the White Wolf».
Следующая порция информации появилась 14 июня 2009 года, когда в интервью польскому игровому журналу «CD Action» совладелец CD Projekt Михал Кичиньский сообщил о разработке «The Witcher 2» и дату выхода игры — 2010 год.
Однако через несколько дней CD Projekt в лице Михала Кичиньского официально опровергла эту информацию. Согласно Кичиньскому, данные сведения появились в результате неправильного редактирования журналом «CD Action» его высказываний. «Интервью было отредактировано CD Action без уведомления меня об этом, и после изменений значение моего ответа касательно планов на будущее нашей студии оказалось значительно искажено», — объяснил Кичиньский.
16 сентября 2009 года на YouTube появился ролик, демонстрирующий альфа-версию игры «The Witcher 2: Assassins of Kings». Видео представляет собой демонстрацию геймплея и технологий альфа-версии игры, и было предназначено для внутреннего использования.
18 сентября 2009 года компания CD Projekt RED официально подтвердила разработку игры. Адам Кичиньский (пол. Adam Kiciński), генеральный директор CD Projekt RED, прокомментировал «утёкший» ролик и заявил о том, что ролику уже полгода и на данный момент разработчики ищут издателя:
Конечно, мы не можем и не хотим пытаться опровергнуть эти факты. Ролик, появившийся вчера на множестве сайтов, показывает наш новый проект «Ведьмак 2», над которым мы уже некоторое время работаем. Мы сделали этот ролик полгода назад, чтобы продемонстрировать первую играбельную версию. В настоящее время мы ищем потенциального издателя (или издателей) для этой игры, и эта утечка является неконтролируемым побочным эффектом этого процесса. На сегодняшний день мы не комментируем ничего, что касается самой игры.
Однако было официально объявлено, что данный ролик ни коим образом не показывает финальное качество игры, а сама игра ещё находится в стадии глубокой разработки.
22 сентября 2009 года польский игровой сайт GRY-OnLine взял интервью у старшего продюсера игры Томаша Гопа (пол. Tomasz Gop), в котором тот ответил на несколько вопросов. Благодаря этому интервью выяснилось, что разработкой второй части «Ведьмака» занимается та же команда, которая разрабатывала и первую часть игры — CD Projekt RED, а также сведения об утёкшем ролике, движке, процессе разработки и целевых платформах.

### ИгроМир 2009
5 ноября 2009 года альфа-версия «The Witcher 2: Assassins of Kings» была впервые продемонстрирована журналистам. Это произошло на российской выставке компьютерных игр «ИгроМир 2009» старшим продюсером CD Projekt RED Томашом Гопом (пол. Tomasz Gop) при участии Snowball Studios.
Альфа-версия была показана лишь ограниченному контингенту лиц, снимать видео было запрещено. На этой презентации Томаш Гоп рассказал, что следует ожидать от игры. Кроме того, стало известно, что издателем в России будет компания «1С», а локализатором — Snowball Studios. Причём CD Projekt сотрудничает с «1С» напрямую, так как в Европе издатель пока не определён. Также было заявлено о приблизительной дате выхода игры — конец 2010 года.
На данной презентации присутствовали представители журнала «Страна Игр», которые на следующий день после презентации опубликовали статью о ней и о «Ведьмаке 2».
14 ноября 2009 года на YouTube был загружен видеофайл, тайком снятый на закрытой презентации на ИгроМире, на котором запечатлён геймплей игры с комментариями разработчиков, а также сцена битвы Геральта с тентаклями огромного сухопутного «осьминога» (кракена) под названием Тентадрейк (англ. Tentadrake, имя монстра после релиза — Кейран).

17 ноября 2009 года состоялась встреча акционеров CD Projekt Investment и Optimus, после чего, учредители CD Projekt Investment открыли некоторую информацию журналистам газеты Polygamia.pl о «Ведьмаке 2». Оказалось, что над разработкой игры работают около 80 человек (совместная команда CD Projekt RED и Metropolis Software). Игра будет использовать мультиплатформенный движок, ориентированный не только на визуализацию и физику, но и на создание нелинейных квестов. Также стало известно, что издатель, скорее всего, будет объявлен в первом квартале 2010 года, и что на этот раз CD Projekt RED не хочет сотрудничать с большими издателями. Кроме того, Адам Кичиньский прокомментировал «утёкшее» видео с ИгроМира 2009. Он подтвердил, что данное видео действительно показывает геймплей «The Witcher 2», снятый во время ИгроМира:
Это была закрытая демонстрация для бизнес-партнёров, представителей самых больших издательских компаний и горстки избранных журналистов — одна из многих стандартных демонстраций такого же типа, которые CD Projekt RED проводила в разных странах. К сожалению, вопреки запрету на видеосъёмку и фотографирование на всех подобных событиях, кому-то удалось таки снять видео на ИгроМире. Как и в прошлый раз, мы не будем это комментировать. Вместе с тем мы можем заверить вас, что вся подтверждающая информация будет раскрыта сразу после официального анонса игры.
21 ноября 2009 года русскоязычный фан-сайт игры «Хроники Каэр Морхена» опубликовал предобзор игры, в котором собрал воедино все факты по ней.

### Официальный анонс игры
23 марта 2010 года на сайте GameTrailers был опубликован официальный дебютный трейлер игры.
24 марта 2010 года состоялся официальный анонс игры.
24 марта 2010 года в Интернете начали появляться первые обзоры прессы, основанные на закрытом допремьерном показе игры. Англоязычный игровой сайт GameSpot опубликовал предобзор игры, а вместе с ним трейлер, видеоинтервью с разработчиками, скриншоты и арты.
31 октября 2010 года Разработчики из компании CD Projekt RED проводят конкурс, в конце которого два победителя могут попасть в игру. Участникам надо сделать несколько фотографий представленные в костюмированном виде, то есть должны соответствовать стилю игры.
16 ноября 2010 года разработчики официально объявили дату выхода игры — 17 мая 2011 года.
23 ноября 2010 года в сервисе Steam появилась возможность предзаказа игры.

### Продажи
Ещё до официального выхода, благодаря предзаказу, было продано около 111 000 копий игры. А за весь 2011 год было продано свыше 1 миллиона копий игры.
На начало 2013 года, продажи игр серии превысили 5 миллионов копий.
Летом 2018 года, благодаря уязвимости в защите Steam Web API, стало известно, что точное количество пользователей сервиса Steam, которые играли в игру хотя бы один раз, составляет 4 585 616 человек.

## Моддинг
На выставке Gamescom 2012 компания CD Projekt RED провела серию демонстраций инструментария для редактирования под названием REDkit, предназначенного для создания пользовательских модификаций игры The Witcher 2.
В мае 2013 года студия объявила о начале открытого бета-тестирования редактора модификаций, а затем выложила редактор в сеть для скачивания.

## Отзывы
| Сводный рейтинг       | Сводный рейтинг           |
| Агрегатор             | Оценка                    |
| --------------------- | ------------------------- |
| GameRankings          | PC: 87,97 % X360: 87,25 % |
| Metacritic            | 88/100 (PC) 88/100 (X360) |
| «Критиканство»        | 91/100                    |
| Иноязычные издания    |                           |
| Издание               | Оценка                    |
| 1UP.com               | A                         |
| 4Players              | 8,5/10                    |
| Destructoid           | 6/10                      |
| Eurogamer             | 9/10                      |
| G4                    | 5/5                       |
| Game Informer         | 9,25/10                   |
| GameRevolution        | [ 68 ]                    |
| GameSpot              | 9/10                      |
| GameSpy               | [ 70 ]                    |
| GamesRadar+           | [ 71 ]                    |
| GameStar              | 89/100                    |
| GameTrailers          | 9,4/10                    |
| IGN                   | 8,5/10                    |
| Jeuxvideo.com         | 18/20                     |
| Joystiq               | [ 76 ]                    |
| OXM                   | 8,5/10                    |
| PC Gamer (UK)         | 89/100                    |
| Polygon               | 7/10                      |
| TeamXbox              | 8/10                      |
| The Daily Telegraph   | [ 81 ]                    |
| The Guardian          | [ 82 ]                    |
| VideoGamer            | 9/10                      |
| Русскоязычные издания |                           |
| Издание               | Оценка                    |
| 3DNews                | 10/10                     |
| Absolute Games        | 81 %                      |
| GameMAG.ru            | 8/10                      |
| «PC Игры»             | 8,0 / 10                  |
| PlayGround.ru         | 9,0/10                    |
| StopGame.ru           | «Изумительно»             |
| «Домашний ПК»         | (журнал)                  |
| «Игромания»           | 9/10                      |
| «Игры Mail.ru»        | 9/10                      |
| «Канобу»              | 8,5/10                    |
| «ЛКИ»                 | 85 %                      |
| «НИМ»                 | 9,2/10                    |
| «Страна игр»          | 9,0/10                    |

Проект был очень хорошо принят критиками, абсолютное большинство рецензий положительно характеризовали игру.
Издание «Игромания» положительно отозвалась об игре — «Редкий случай: перед нами игра, которая практически полностью соответствует нашим ожиданиям. Это большая (до 20 часов только на основную сюжетную линию) RPG, предоставляющая игроку довольно широкую свободу выбора и не забывающая, что его, вообще говоря, надо развлекать». Игра получила 9 из 10 баллов и заняла третье место в номинации «RPG года» (2011). Подводя итоги года, редакция отметила, что «потеряв немного в самобытности (выпендрежа в ролевой и боевой системе стало меньше), второй „Ведьмак“ явно приобрёл в красках, масштабе и режиссуре».
PlayGround.ru так охарактеризовал игру в обзорной статье: «Вердикт: одна из лучших RPG в истории, достойная занять место рядом с титанами жанра».
В обзоре PC Игры немного посетовали на управление в ПК-версии, но при этом сочли, что «мир, созданный польскими умельцами во втором „Ведьмаке“, настолько хорош и упоителен, что этой игре и её создателям можно простить многое».
«Страна игр»: «Но в целом „Ведьмак 2“ оставляет двойственное ощущение: словно бы олдскульной хардкорной RPG в декорациях RPG современной. Внутри игры Геральт, охотник на волшебных чудовищ, не очень-то уверенно себя чувствует в мире политических интриг, где всем заправляют чудовища в людском облике.»
Журнал «Лучшие компьютерные игры» отмечает, что несмотря на крайне высокий уровень исполнения, «Ведьмак 2: Убийцы королей» лишилась многих удачных деталей первой части и добавила к ним немало неудачных. «Безумно красивая ролевая игра по миру Сапковского — почти идеальная, если не знать о существовании первого „Ведьмака“. Новый проект сделал большой шаг в сторону конвейера. Он будто бы собран из конструктора, склеен из „проверенных“ ролевых элементов и порой норовит развалиться по швам.»
В мае 2011 года во время визита в Польшу, прошедшего в рамках его европейского турне, Президент США Барак Обама произнёс хвалебную речь о достижениях Польши по части мировой экономики, в частности выделив игру про Геральта, завоевавшую любовь у игроков по всему миру. Однако Обама тут же признался, что сам не очень хорошо разбирается в видеоиграх, а в игру он и вовсе не играл.
Премьер-министр Польши Дональд Туск подарил ему специальное издание игры, а также iPad с установленными на него польскими фильмами и книгами на английском языке.